# كيونو ياسونو
كيونو ياسونو (安野希世乃 ياسونو كيونو) هي مؤدية أصوات يابانية ولدت في 9 يوليو 1989 في محافظة مياغي.

## أدوارها في الأنمي

### مسلسلات أنمي تلفزيونية
- تنمية عشيقة مبتذلة - ميغومي كاتو
- تنمية عشيقة مبتذلة ♭ - ميغومي كاتو
- فالفريف الثوري - إيوري كيتاغاوا
- باك مان ومغامرات الأشباح - بينكي، بريسز
- NO.6 - سافو
- نوبوناغا ذا فول - أساهي
- كرايم إدج القاطعة - كاشيكو ميسومي
- ويك أب، جيرلز! - تينا كوباياكاوا
- الوحوش الطفيلية: ثوابت النجاة - يوكو تاتشيكاوا
- هاماتورا - كونيكو
- رد:_هاماتورا - كونيكو
- أن-غو - آن أوسادا
- آيكاتسو! - ساكورا كيتاوجي
- هنتر x هنتر (2011) - بانانا كافانا
- أوشيو أند تورا - مايوكو إينوي
- شو باي روك!! - ويندي
- شو باي روك!!# - ويندي
- تراياج X - كاورو موراساكي
- آيدولماستر سندريلا جيرلز - ناتسكي كيمورا
- بوكيمون إكس/واي - كوزيت
- آن هابي - بوتان كوميغاوا
- أونميوجي نجم التوأم - كورديليا كاسوكامي
- بلاك كلوفر - تشارمي بابيتسون
- ملحمة مسيرة الموت إلى العالم الآخر - نانا
- هل أنت مفقود؟ - موتسو أماتاني
- داي الشجاع (2020) - مارين
- إيدنس زيرو - ويتش ريغريت
- آرتي (مانغا) - داتشا

### أفلام أنمي
- أيكاتسو! - ساكورا كيتاوجي
- ويك أب، جيرلز!: النجمات السبع - تينا كوباياكاوا
- ويك أب، جيرلز!: ظل الشباب - تينا كوباياكاوا
- ويك أب، جيرلز!: بيوند ذا بوتوم - تينا كوباياكاوا

## أدوارها في ألعاب الفيديو
- آيدولماستر سندريلا جيرلز - ناتسكي كيمورا

## وصلات خارجية
- كيونو ياسونو على موقع IMDb (الإنجليزية)
- كيونو ياسونو على موقع ميوزك برينز (الإنجليزية)
- كيونو ياسونو على موقع ديسكوغز (الإنجليزية)
- كيونو ياسونو على موقع قاعدة بيانات الفيلم (الإنجليزية)
- كيونو ياسونو على موقع ANN person (الإنجليزية)